# Tōkō-in (Toyonaka)

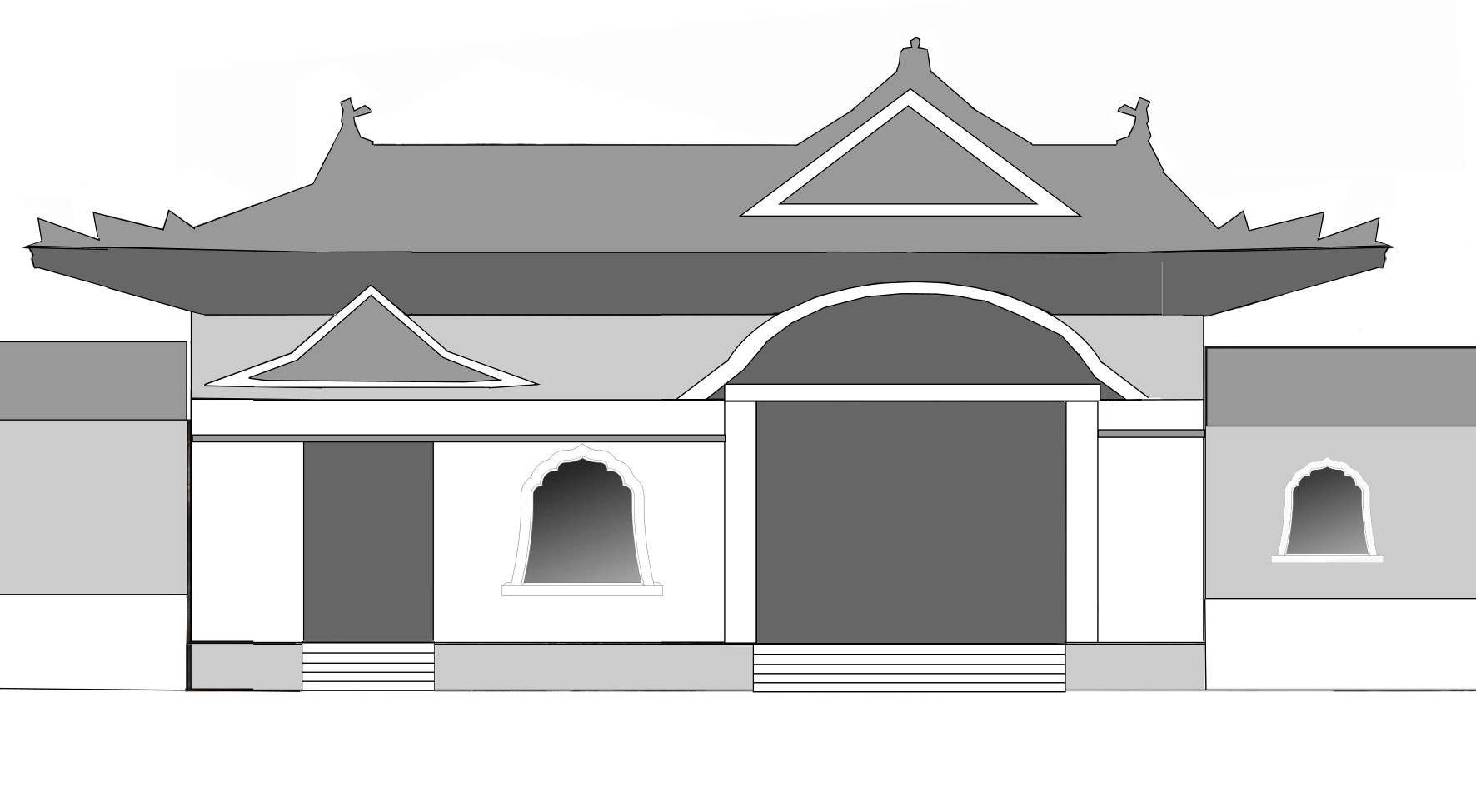
Tōkō-in, Hauptgebäude

Der Tōkō-in (japanisch 東光院) mit dem Bergnamen Butsunichi-san (仏日山), auch Hagi no tera (萩の寺) genannt, ist ein Tempel der Sōtō-Richtung des Buddhismus in Toyonaka (Präfektur Osaka). Er ist der 12. Tempel des Neuen Saigoku-Pilgerwegs.

## Geschichte

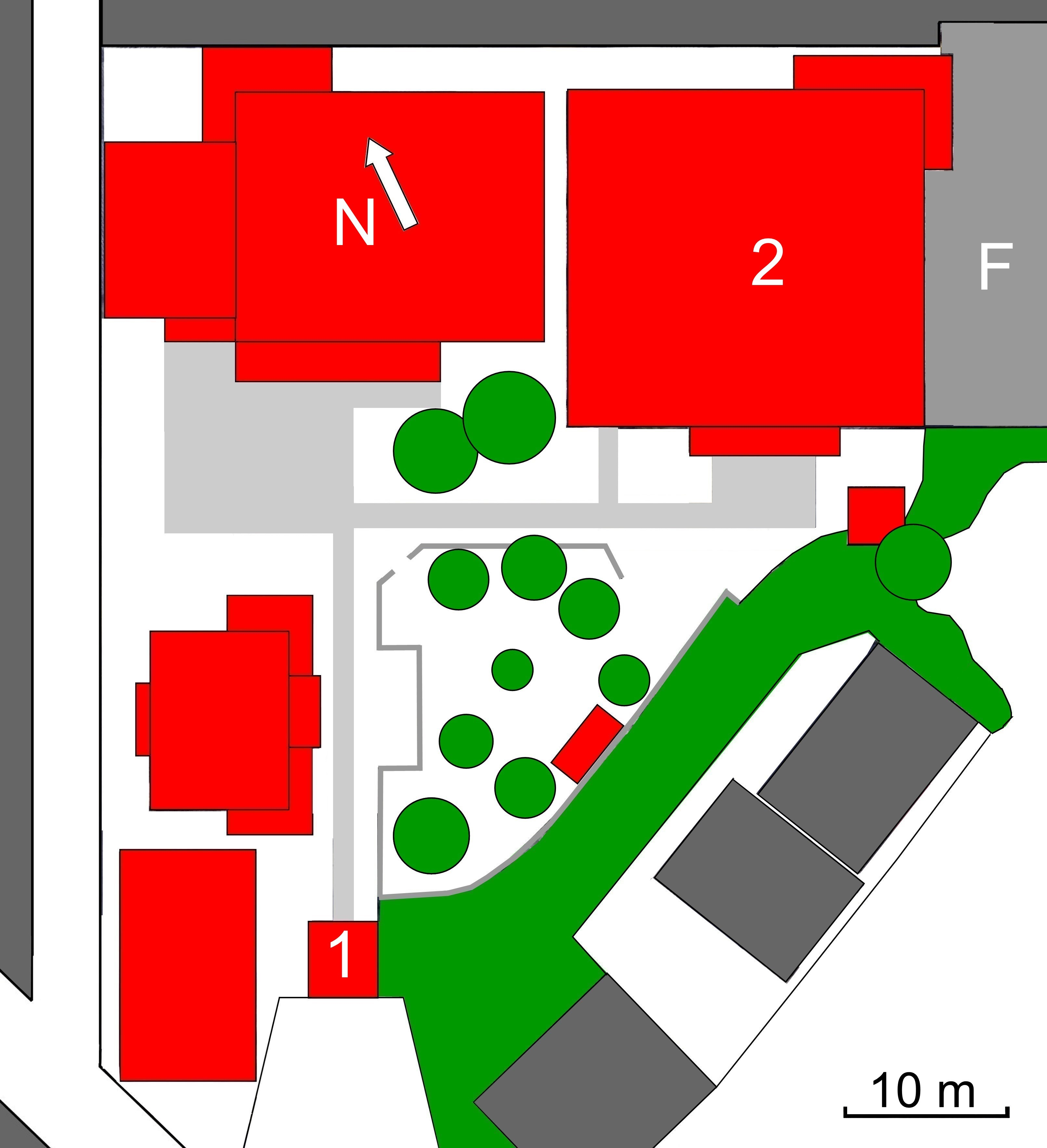
Plan des Tempels (s. Text)

Der Tempel, der von Priester Gyōki im Jahr 735 gegründet worden sein soll, stand ursprünglich im heutigen Bezirk Kita (北区 Kita-ku) von Osaka. Er wurde 1914 an diesen Standort verlegt.
Jedes Jahr findet vom 15. bis 25. September das „Buschklee-Fest“ (萩まつり Hagi-Matsuri) statt. Zu den Buschklee-Liebhabern des Tempels gehörte auch Masaoka Shiki, von dem eine Gedenk-Stele auf dem Tempelgelände steht.

## Anlage
Man betritt die Anlage im Südwesten durch das einfach gehaltene Tempeltor (山門 Sanmon; im Plan 1), geht voraus am Buschklee-Garten vorbei, biegt nach rechts ab, um zur Haupthalle (本堂 Hondō; 2) im Nordosten zu gelangen. An die Haupthalle schließt sich der Friedhof (F) an.

## Tempelschätze
Hauptkultfigur ist eine elfköpfige Kannon (十一面観音立像 Jūichimen Kannon ritsuzō). Als man sie 1985 auseinandernahm, fand man im Inneren eine mit Papierstreifen umwickelte Papiertasche, die mit Lack und Goldstaub so verziert ist, dass sich daraus ein Buddha-Bild ergibt.
In der Haupthalle wird auch eine hölzerne Buddha-Statue (木造釈迦如来坐像 Mokuzō Shaka Nyorai zazō) aufbewahrt. Sie ist nur 7,3 cm groß und ist mit ihrem Lotussitz zusammen aus eine Stück Holz geschnitzt. Man nimmt an, dass eigentlich eine Aureole (光背 Kōhai) dazu gehört hat. Aus der Gewandform und der Handhaltung schließt man, dass es um eine Inkarnationsform Buddhas (化仏 Kebutsu) handelt. Die Figur, die auf die späte Heian-Zeit datiert wird, ist als Wichtiges Kulturgut Japans registriert.